# Galjonshuset, Gröndal

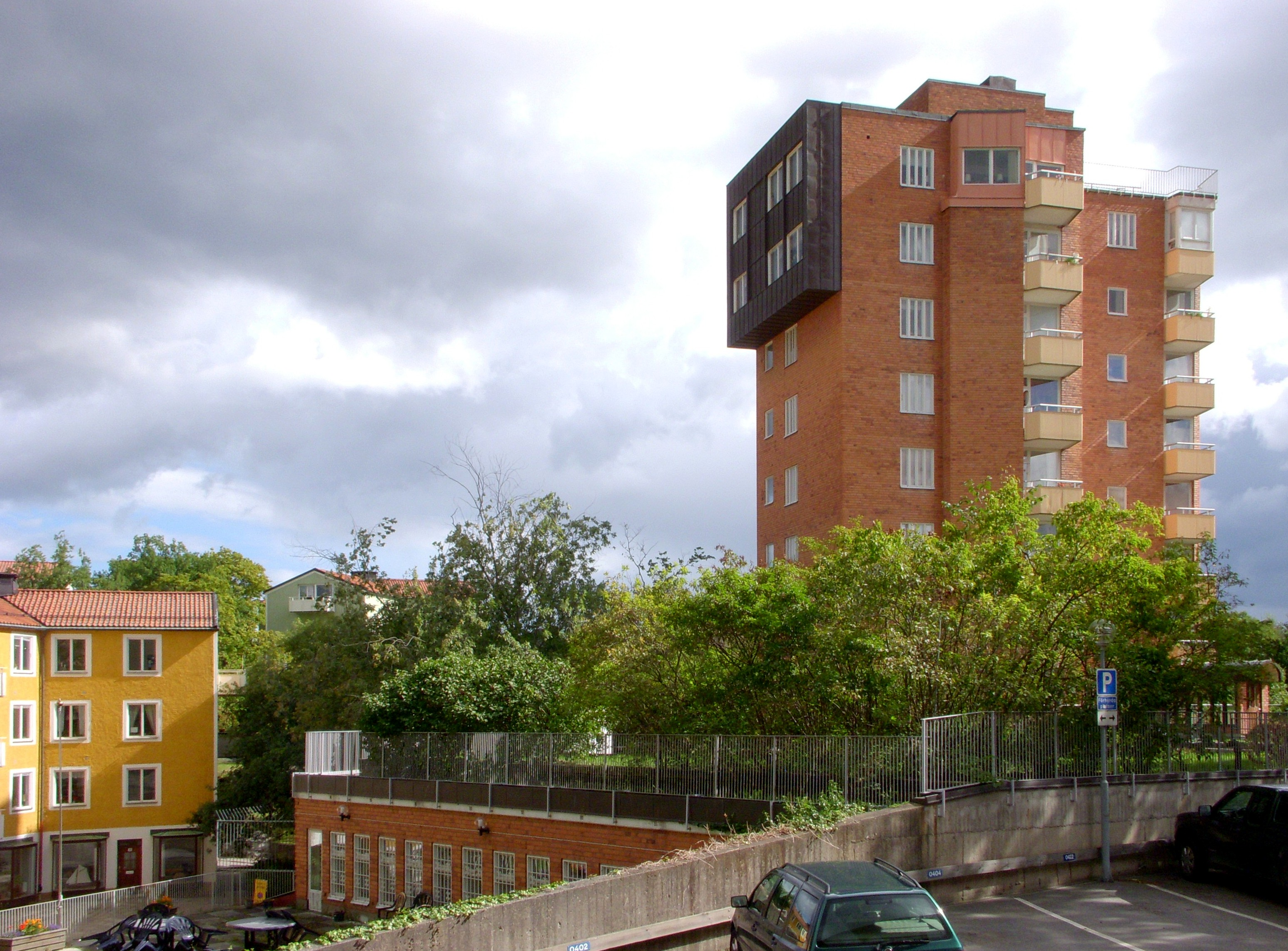
Galjonshuset, till vänster syns några av stjärnhusen.

Galjonshuset är ett höghus i kvarteret Galjonsbilden, hörnet Sjöbjörnsvägen / Gröndalsvägen i stadsdelen Gröndal i Stockholm. Byggnaden uppfördes tillsammans med det välkända terrasshuset  i Gröndal åren 1949 till 1951 av byggmästaren Olle Engkvist efter ritningar av arkitektduon Sven Backström och Leif Reinius (se även Backström & Reinius Arkitekter AB). Galjonshuset är ett tidigt exempel på höghus med betongstomme. Enligt vissa källor betecknas även hela byggnadskomplexet inklusive terrasshus och radhus i samma kvarter för Galjonshuset. Galjonshuset ingår i området i norra Gröndal, som är av riksintresse för kulturmiljövård. Fastigheten är blåmärkt av Stadsmuseet i Stockholm, vilket innebär att den bedöms ha "synnerligen höga kulturhistoriska värden".

## Historik

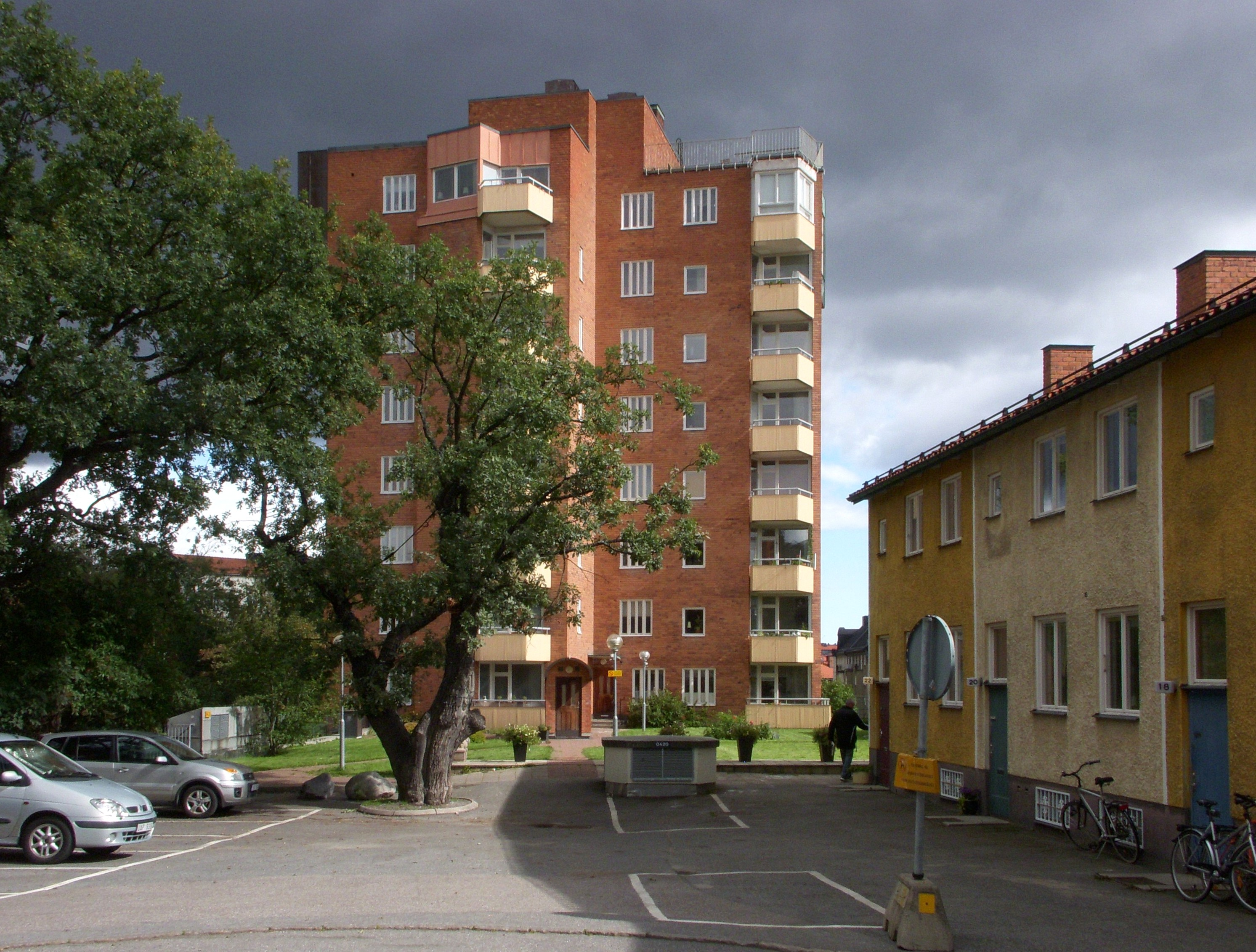
Vy från översta terrassen.

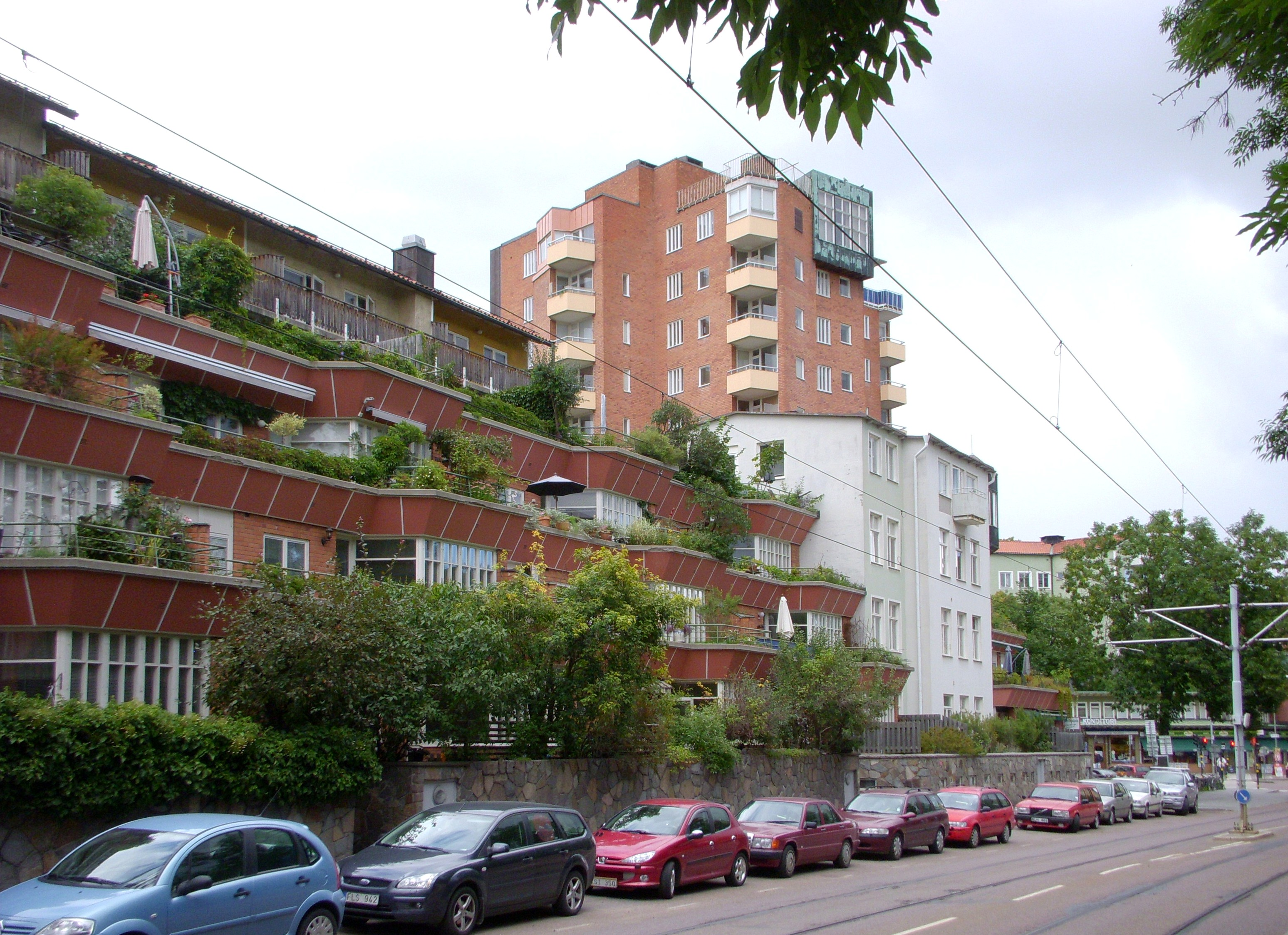
Vy från Gröndalsvägen.

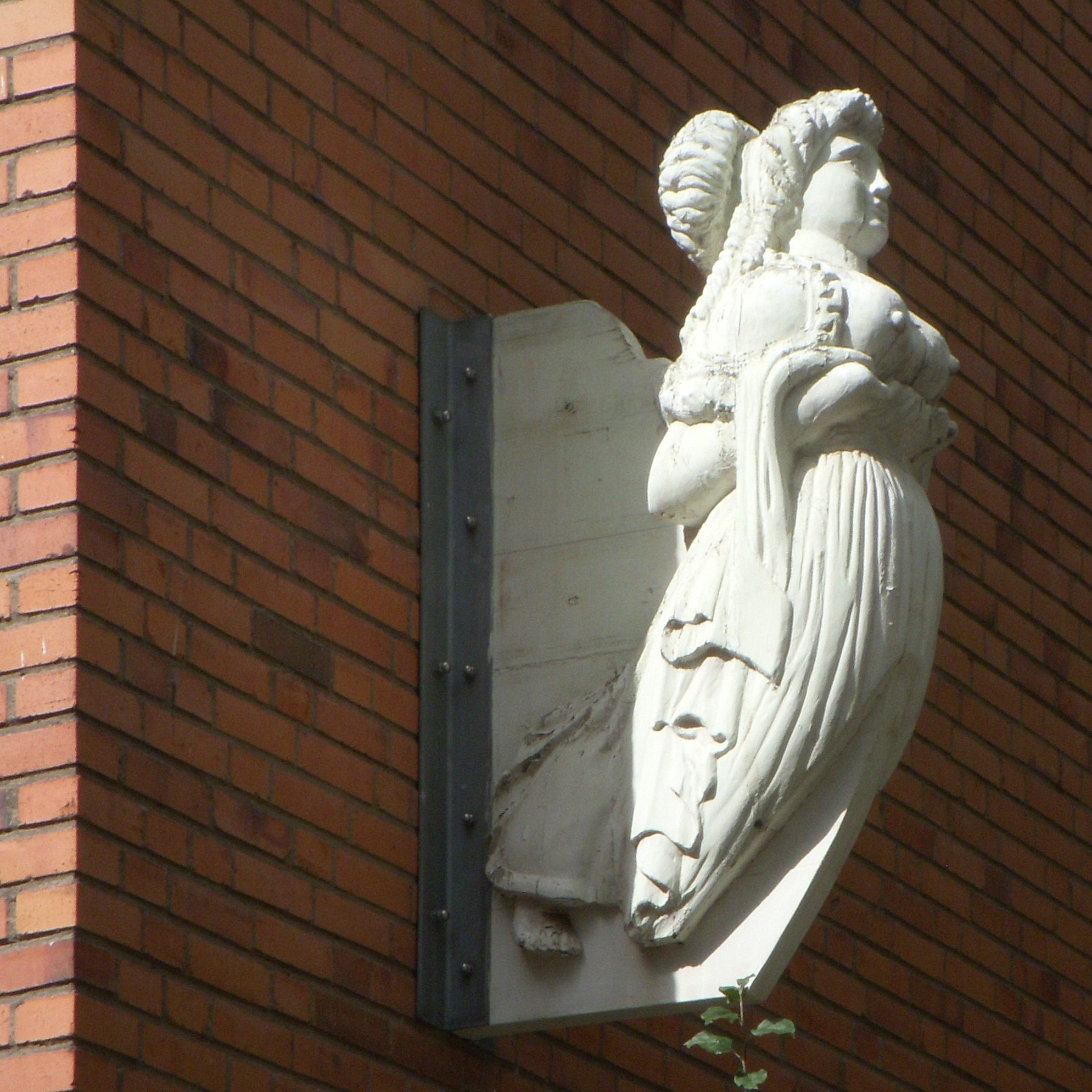
Galjonshusets "galjonsfigur".

På 1940-talet köpte storbyggmästaren Olle Engkvist mark i norra Gröndal och han gav arkitektfirman Backström & Reinius uppdraget att rita stjärnhusen vid Sjöbjörnsvägen. Nästa projekt blev de lika berömda terrasshusen med punkthuset "Galjonshuset" mot Gröndalsvägen. Galjonshuset har sitt namn efter kvartersbeteckningen Galjonsbilden.

## Arkitektur
Husets stomme är en betongkonstruktion. Fasaderna är uppförda i rött tegel, balkongfronterna är klädda med finkorrugerad plåt i gul färg. Arkitekterna gav byggnaden några accenter. Mot öst finns högst upp ett två våningar högt burspråk, klädd i kopparplåt. Det var ursprungligen ett stort ateljéfönster, men är numera igenbyggd med mindre fönster. Mot söder finns ytterligare ett stort ateljéfönster, som har kvar sin ursprungliga formgivning. Mot söder är punkthuset hopbyggd med terrasshuset. I bottenvåningen  fanns centrumlokaler. 
"Galjonen" var namnet för lokalen i byggnaden som kunde nyttjas som biograf, konsertsal och teater. Högst upp i Galjonshuset hade konstnären Otte Sköld sin ateljé.
När bebyggelsen stod klar blev det en hel liten stadsdel. Det nya området togs väl emot av allmänheten och massmedia. 1952 presenterades den nya stadsdelen i ett kort SF-reportage under rubriken Nya Gröndal - den fula ankungen som blev en svan. På hemmaplan blev Backström & Reinius dock kritiserade av de renläriga funktionalisterna.
Gröndals stjärn- och terrasshusen med punkthuset är numera q-märkta på stadsplanen och även inringade av en blå rand på planen, vilket innebär att området är av riksintresse för kulturmiljövården.